# Chileoniscus marmoratus
Chileoniscus marmoratus là một loài chân đều trong họ Scleropactidae. Loài này được Taiti, Ferrara & Schmalfuss miêu tả khoa học năm 1986.